# Seznam švedskih skladateljev
Seznam švedskih skladateljev.

## A
- Hugo Alfvén
- Carl Jonas Love Almqvist
- Benny Andersson
- Jan-Olof Andersson
- Kurt Atterberg

## B
- Franz Berwald

## D
- Anders von Düben mlajši
- Anders von Düben starejši
- Gustaf Düben

## E
- Joachim Nicolas Eggert
- Folke Erbo

## G
- Björn Gelotte
- Ludwig Göransson
- Thomas G:son (Thomas Gustafsson)

## H
- Jacob Adolf Hägg
- Anders Hillborg
- Johannes Alfred Hultman

## I
- Gunnar Idenstam (1961-) orglavec

## J
- Lars Jansson (džezovski pianist in skladatelj)
- Kerstin Jeppsson

## K
- Edvin Kallstenius
- Pe-der Karlsson
- Erland von Koch
- Joseph Martin Kraus

## L
- Nils Lindberg
- Oskar Lindberg (1887–1955)
- Otto Lindblad

## M
- Arne Mellnäs

## N
- Bo Nilsson
- Erik Nordgren

## R
- Folke Rabe
- Caroline Ridderstolpe
- Johan Helmich Roman

## S
- Sven-David Sandström
- Emil Sjögren
- Wilhelm Stenhammar

## U
- Björn Ulvaeus

## W
- Gunnar Wennerberg
- Dag Wirén
- Hedda Wrangel